# Eugalta lucida
Eugalta lucida är en stekelart som beskrevs av Gupta 1980. Eugalta lucida ingår i släktet Eugalta och familjen brokparasitsteklar. Inga underarter finns listade i Catalogue of Life.